# Manusmriti
De Manusmriti (Devanagari: मनुस्मृति, Sanskriet: Manusmṛti), Manava-Dharmashastra (Devanagari: मानवधर्मशास्त्र, Sanskriet: Mānava-Dharmaśāstra) of Wetboek van Manu is een smrti waarin uiteen wordt gezet aan welke dharma's of regels men zich moet houden. De datering van het werk is zeer onzeker en ligt tussen enkele eeuwen voor en na het begin van de jaartelling. Het was de belangrijkste Dharmasastra en verspreidde zich ook buiten India. Het diende tijdens de Britse heerschappij over India als basis van de Hindoewetgeving. Het werd voor het eerst in het Westen vertaald door William Jones in 1794 onder de titel Institutes of Hindu Law or the Ordinances of Manu.

## Auteur
Het werk werd toegeschreven aan de eerste Manu, Svayambhuva. Deze zou de wetten van Brahma zelf hebben ontvangen. Het was bij smrti's gebruikelijk dat deze werden toegeschreven aan belangrijke personen uit het mythische verleden, iets wat ook al bij enkele Dharmasoetra's het geval was. Deze vorm verleende de teksten een gezag (pramana). Inhoudelijk ontleende het echter gezag door zich te baseren op de klassieke verdeling van de Veda's, de smrti en acara, de praktijk van hen die de Veda's kennen.
In het verleden werd uitgegaan van een veelheid van auteurs, zoals ook het geval is bij de Veda's. De tekst zou zo zijn ontstaan in een proces van eeuwen waarbij de auteurs bestaande gebruiken verzamelden. Olivelle gaat gezien de structuur uit van een enkele auteur die daarbij gebruik maakte van bestaande regels. Van deze auteur is niets overgeleverd en het enige wat af te leiden valt, is dat het een geleerde brahmana uit het noorden van India moet zijn geweest.
De titel Manusmṛti is waarschijnlijk pas vanaf de negentiende eeuw in gebruik. De originele titel was echter mānavadharmaśāstra, terwijl middeleeuwse commentaren het simpelweg manuḥ of yājñavalkyah noemen.

## Compositie
Het werk is opgezet in de klassieke vorm waarbij een leraar een groep onderwijst. Een aantal zieners of rsi's vragen Manu om hen te onderwijzen in dharma. Hij neemt deze taak op zich en vertelt van de schepping van de aarde tot de verdeling van de maatschappij in de vier varna's. Het volgende deel laat hij over aan zijn leerling Bhrigu.
De Manusmriti is het eerste werk in de dharma-literatuur dat volledig geschreven is in  versvorm en niet als proza. Het maakt daarbij gebruik van sloka's.

## Structuur
De tekst is verdeeld in twaalf adhyaya's of hoofdstukken. Olivelle denkt dat dit niet de originele opzet was en verdeelt de tekst in:
1. de schepping van de aarde (Sarvasya Sambhavah) 1.1–119
2. de bronnen van dharma (Dharmasya Yonih) 2.1–24
3. de dharma van de vier varna's (Caturvarnyasya Dharmah) 2.25–11.266
  1. regels met betrekking tot dharma (Dharmavidhih) 2.25–10.131
    1. regels van handelen in gewone tijden (Anapadi Karmavidhih) 2.26–9.336
      1. viervoudige dharma van een brahmana (Brahmanasya Caturvidhah Dharmah) 2.26–6.97
      2. regels van handelen voor koningen (Rajnah Karmavidhih) 7.1–9.325
      3. regels van handelen voor vaisya's en sudra's (Vaisya-Sudrayoh Karmavidhih) 9.326–36

    2. regels van handelen in tijden van tegenspoed (Apadi Karmavidhih) 10.1–129

  2. regels met betrekking tot boetedoening ( Prayascittavidhih) 11.1–265
4. de wet van karma, samsara en moksa (Karmayogasya Nirnayah) 12.3–116
  1. vruchten van handelen (Karmanam Phalodayah) 12.3–81
  2. regels van handelen voor het hoogste goed (Naihsreyasah Karmavidhih) 12.83–115